# Дементьєв Никифор Васильович
Никифор Васильович Дементьєв (1867—?) — земський вчитель, депутат Державної думи II скликання від Чернігівської губернії.

## Біографія
Національність визначав як «малорос», тобто українець. Селянин села Малий Самбір Конотопського повіту Чернігівської губернії. Освіту здобув у 2-класному народному училищі. Служив земським учителем. Земельні володіння становили 2,5 десятини. На час виборів у Державну Думу залишався безпартійним.
6 лютого 1907 обраний до Державної думи II скликання від з'їзду уповноважених від волостей. Увійшов до складу Трудової групи та фракції Селянського союзу. Був членом думської комісії з народної освіти.
Деталі подальшої долі та дата смерті невідомі.

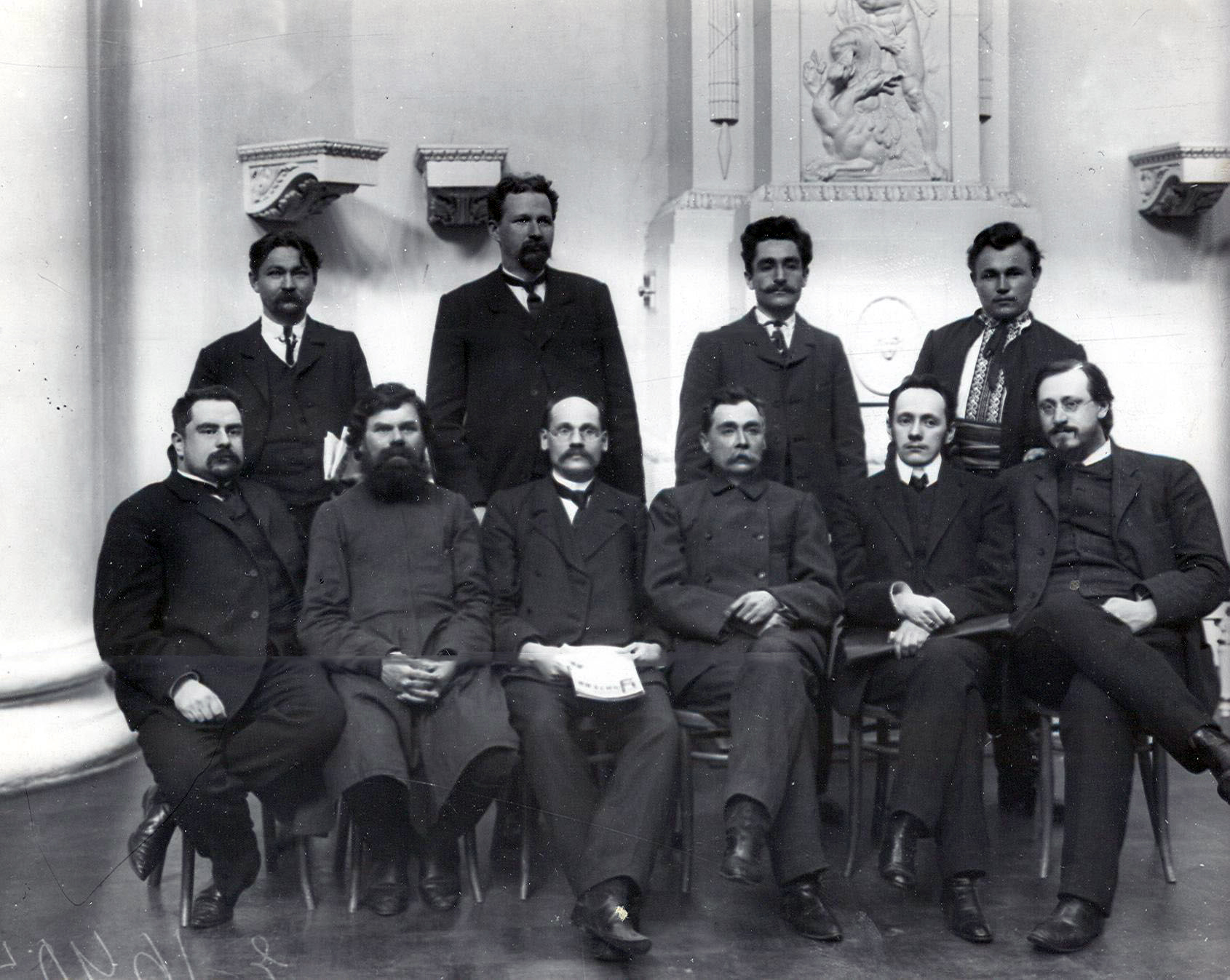
Депутати Державної Думи ІІ скликання Чернігівської губернії. Стоять: Н. В. Дементьєв, М. К. Рубісов, П. Й. Приходько, В. І. Хвіст ; сидять: П. П. Юренєв, Т. С. Веремеєнко, А. Г. Лосик, П. О. Трофименко, М. А. Іскрицький, В. В. Вовк-Карачевський

### Архіви
- Російський державний історичний архів. Фонд 1278. Опис 1 (2-й скликання). Справа 121; Справа 608. Аркуш 6.